# Lijst van nummer 1-hits in de Radio 2 Top 30 in 2013
Deze hits stonden in 2013 op nummer 1 in de Vlaamse Radio 2 Top 30.
| Nummer | Datum        | Artiest                                    | Titel                 |
| ------ | ------------ | ------------------------------------------ | --------------------- |
| 667    | 5 januari    | Passenger                                  | Let her go            |
|        | 12 januari   | Passenger                                  | Let her go            |
|        | 19 januari   | Passenger                                  | Let her go            |
| 668    | 26 januari   | Bruno Mars                                 | Locked out of heaven  |
|        | 2 februari   | Bruno Mars                                 | Locked out of heaven  |
|        | 9 februari   | Bruno Mars                                 | Locked out of heaven  |
|        | 16 februari  | Bruno Mars                                 | Locked out of heaven  |
| 669    | 23 februari  | The broken circle breakdown bluegrass band | If I needed you       |
|        | 2 maart      | The broken circle breakdown bluegrass band | If I needed you       |
| 670    | 9 maart      | Tom Odell                                  | Another love          |
| 671    | 16 maart     | Rihanna & Mikky Ekko                       | Stay                  |
|        | 23 maart     | Rihanna & Mikky Ekko                       | Stay                  |
| 672    | 30 maart     | P!nk & Nate Ruess                          | Just give me a reason |
| 670    | 6 april      | Tom Odell                                  | Another love          |
|        | 13 april     | Tom Odell                                  | Another love          |
| 672    | 20 april     | P!nk & Nate Ruess                          | Just give me a reason |
| 673    | 27 april     | James Arthur                               | Impossible            |
| 674    | 4 mei        | Daft Punk & Pharrell Williams              | Get lucky             |
|        | 11 mei       | Daft Punk & Pharrell Williams              | Get lucky             |
|        | 18 mei       | Daft Punk & Pharrell Williams              | Get lucky             |
|        | 25 mei       | Daft Punk & Pharrell Williams              | Get lucky             |
|        | 1 juni       | Daft Punk & Pharrell Williams              | Get lucky             |
|        | 8 juni       | Daft Punk & Pharrell Williams              | Get lucky             |
| 675    | 15 juni      | Robin Thicke, T.I. & Pharrell              | Blurred lines         |
|        | 22 juni      | Robin Thicke, T.I. & Pharrell              | Blurred lines         |
|        | 29 juni      | Robin Thicke, T.I. & Pharrell              | Blurred lines         |
|        | 6 juli       | Robin Thicke, T.I. & Pharrell              | Blurred lines         |
| 676    | 13 juli      | Stromae                                    | Formidable            |
|        | 20 juli      | Stromae                                    | Formidable            |
|        | 27 juli      | Stromae                                    | Formidable            |
|        | 3 augustus   | Stromae                                    | Formidable            |
|        | 10 augustus  | Stromae                                    | Formidable            |
|        | 17 augustus  | Stromae                                    | Formidable            |
|        | 24 augustus  | Stromae                                    | Formidable            |
| 677    | 31 augustus  | Avicii                                     | Wake me up            |
|        | 7 september  | Avicii                                     | Wake me up            |
|        | 14 september | Avicii                                     | Wake me up            |
|        | 21 september | Avicii                                     | Wake me up            |
|        | 28 september | Avicii                                     | Wake me up            |
| 678    | 5 oktober    | Birdy                                      | Wings                 |
|        | 12 oktober   | Birdy                                      | Wings                 |
| 679    | 19 oktober   | Clouseau                                   | Vliegtuig             |
|        | 26 oktober   | Clouseau                                   | Vliegtuig             |
| 680    | 2 november   | Miley Cyrus                                | Wrecking ball         |
|        | 9 november   | Miley Cyrus                                | Wrecking ball         |
| 681    | 16 november  | Lorde                                      | Royals                |
|        | 23 november  | Lorde                                      | Royals                |
|        | 30 november  | Lorde                                      | Royals                |
|        | 7 december   | Lorde                                      | Royals                |
|        | 14 december  | Lorde                                      | Royals                |
|        | 21 december  | Lorde                                      | Royals                |
|        | 28 december  | Lorde                                      | Royals                |